# Danh sách cầu thủ tham dự Giải vô địch bóng đá châu Âu 2012
Dưới đây là danh sách cầu thủ các đội tham gia vòng chung kết Euro 2012 ở Ba Lan và Ukraina. Giải đấu bắt đầu vào ngày 8 tháng 6 và trận chung kết diễn ra tại Kiev vào ngày 1 tháng 7 năm 2012.
Mỗi quốc gia sẽ gửi danh sách đội tuyển gồm 23 cầu thủ, bao gồm 3 thủ môn vào ngày 29 tháng 5 năm 2012. Nếu cầu thủ bị chấn thương, không thể tham dự giải trước khi đội tuyển của họ tham dự trận đầu tiên thì có thể gọi thay thế cầu thủ khác.
Đội trưởng và thủ môn trong danh sách này được cập nhật đến ngày 17 tháng 5 năm 2012

## Bảng A

### Ba Lan
Huấn luyện viên trưởng:  Franciszek Smuda
Ngày 2 tháng 5 năm 2012, Smuda chỉ định 26 cầu thủ.
| Số | VT | Cầu thủ                  | Ngày sinh (tuổi)            | Trận | Bàn | Câu lạc bộ            |
| -- | -- | ------------------------ | --------------------------- | ---- | --- | --------------------- |
| 1  | TM | Wojciech Szczęsny        | 18 tháng 4, 1990 (22 tuổi)  | 9    | 0   | Arsenal               |
| 2  | HV | Sebastian Boenisch       | 1 tháng 2, 1987 (25 tuổi)   | 4    | 0   | Werder Bremen         |
| 3  | HV | Grzegorz Wojtkowiak      | 26 tháng 1, 1984 (28 tuổi)  | 18   | 0   | Lech Poznań           |
| 4  | HV | Marcin Kamiński          | 15 tháng 1, 1992 (20 tuổi)  | 2    | 0   | Lech Poznań           |
| 5  | TV | Dariusz Dudka            | 9 tháng 12, 1983 (28 tuổi)  | 61   | 2   | Auxerre               |
| 6  | TV | Adam Matuszczyk          | 14 tháng 2, 1989 (23 tuổi)  | 18   | 1   | Fortuna Düsseldorf    |
| 7  | TV | Eugen Polanski           | 17 tháng 3, 1986 (26 tuổi)  | 6    | 0   | Mainz 05              |
| 8  | TV | Maciej Rybus             | 19 tháng 8, 1989 (22 tuổi)  | 19   | 1   | Terek Grozny          |
| 9  | TĐ | Robert Lewandowski       | 21 tháng 8, 1988 (23 tuổi)  | 40   | 13  | Borussia Dortmund     |
| 10 | TV | Ludovic Obraniak         | 10 tháng 11, 1984 (27 tuổi) | 21   | 4   | Bordeaux              |
| 11 | TV | Rafał Murawski           | 9 tháng 10, 1981 (30 tuổi)  | 39   | 1   | Lech Poznań           |
| 12 | TM | Grzegorz Sandomierski    | 5 tháng 9, 1989 (22 tuổi)   | 3    | 0   | Jagiellonia Białystok |
| 13 | HV | Marcin Wasilewski        | 9 tháng 6, 1980 (31 tuổi)   | 46   | 1   | Anderlecht            |
| 14 | HV | Jakub Wawrzyniak         | 7 tháng 7, 1983 (28 tuổi)   | 26   | 0   | Legia Warsaw          |
| 15 | HV | Damien Perquis           | 4 tháng 10, 1984 (27 tuổi)  | 5    | 0   | Sochaux               |
| 16 | TV | Jakub Błaszczykowski (c) | 14 tháng 12, 1985 (26 tuổi) | 49   | 8   | Borussia Dortmund     |
| 17 | TĐ | Artur Sobiech            | 12 tháng 6, 1990 (21 tuổi)  | 4    | 1   | Hannover 96           |
| 18 | TV | Adrian Mierzejewski      | 4 tháng 11, 1986 (25 tuổi)  | 21   | 1   | Trabzonspor           |
| 19 | TV | Rafał Wolski             | 10 tháng 11, 1992 (19 tuổi) | 1    | 0   | Legia Warsaw          |
| 20 | HV | Łukasz Piszczek          | 3 tháng 6, 1985 (27 tuổi)   | 22   | 0   | Borussia Dortmund     |
| 21 | TV | Kamil Grosicki           | 8 tháng 6, 1988 (24 tuổi)   | 12   | 0   | Sivasspor             |
| 22 | TM | Przemysław Tytoń         | 4 tháng 1, 1987 (25 tuổi)   | 5    | 0   | PSV Eindhoven         |
| 23 | TĐ | Paweł Brożek             | 21 tháng 4, 1983 (29 tuổi)  | 33   | 8   | Celtic                |

### Hy Lạp
Huấn luyện viên trưởng:  Fernando Santos
Santos công bố danh sách ban đầu gồm các cầu thủ thi đấu ở nước ngoài ngày 10 tháng 5. Danh sách thứ hai gồm các cầu thủ thi đấu trong nước được đưa ra ngày 17 tháng 5, tổng cộng 25 cầu thủ . Ngày 28 tháng 5, ông đưa ra danh sách cuối cùng .
| Số | VT | Cầu thủ                   | Ngày sinh (tuổi)            | Trận | Bàn | Câu lạc bộ           |
| -- | -- | ------------------------- | --------------------------- | ---- | --- | -------------------- |
| 1  | TM | Kostas Chalkias           | 30 tháng 5, 1974 (38 tuổi)  | 29   | 0   | P.A.O.K.             |
| 2  | TV | Ioannis Maniatis          | 12 tháng 10, 1986 (25 tuổi) | 7    | 0   | Olympiacos           |
| 3  | HV | Giorgos Tzavelas          | 26 tháng 11, 1987 (24 tuổi) | 5    | 0   | Monaco               |
| 4  | HV | Stelios Malezas           | 11 tháng 3, 1985 (27 tuổi)  | 1    | 0   | P.A.O.K.             |
| 5  | HV | Kyriakos Papadopoulos     | 23 tháng 2, 1992 (20 tuổi)  | 7    | 2   | Schalke 04           |
| 6  | TV | Grigoris Makos            | 18 tháng 1, 1987 (25 tuổi)  | 10   | 0   | AEK Athens           |
| 7  | TĐ | Georgios Samaras          | 21 tháng 2, 1985 (27 tuổi)  | 52   | 7   | Celtic               |
| 8  | HV | Avraam Papadopoulos       | 3 tháng 12, 1984 (27 tuổi)  | 31   | 0   | Olympiacos           |
| 9  | TĐ | Nikos Liberopoulos        | 4 tháng 8, 1975 (36 tuổi)   | 74   | 13  | AEK Athens           |
| 10 | TV | Giorgos Karagounis (c)    | 6 tháng 3, 1977 (35 tuổi)   | 115  | 8   | Panathinaikos        |
| 11 | TĐ | Kostas Mitroglou          | 12 tháng 3, 1988 (24 tuổi)  | 11   | 0   | Atromitos            |
| 12 | TM | Alexandros Tzorvas        | 12 tháng 8, 1982 (29 tuổi)  | 16   | 0   | Palermo              |
| 13 | TM | Michalis Sifakis          | 9 tháng 9, 1984 (27 tuổi)   | 11   | 0   | Aris Thessaloniki    |
| 14 | TĐ | Dimitris Salpigidis       | 18 tháng 8, 1981 (30 tuổi)  | 55   | 7   | P.A.O.K              |
| 15 | HV | Vasilis Torosidis         | 10 tháng 6, 1985 (26 tuổi)  | 43   | 5   | Olympiacos           |
| 16 | TV | Georgios Fotakis          | 29 tháng 10, 1981 (30 tuổi) | 9    | 2   | P.A.O.K              |
| 17 | TĐ | Theofanis Gekas           | 23 tháng 5, 1980 (32 tuổi)  | 56   | 21  | Samsunspor           |
| 18 | TV | Sotiris Ninis             | 3 tháng 4, 1990 (22 tuổi)   | 18   | 2   | Panathinaikos        |
| 19 | HV | Sokratis Papastathopoulos | 9 tháng 6, 1988 (23 tuổi)   | 26   | 0   | Werder Bremen        |
| 20 | HV | José Holebas              | 27 tháng 6, 1984 (27 tuổi)  | 2    | 0   | Olympiacos           |
| 21 | TV | Kostas Katsouranis        | 21 tháng 6, 1979 (32 tuổi)  | 89   | 9   | Panathinaikos        |
| 22 | TV | Kostas Fortounis          | 16 tháng 10, 1992 (19 tuổi) | 1    | 0   | 1. FC Kaiserslautern |
| 23 | TV | Giannis Fetfatzidis       | 21 tháng 12, 1990 (21 tuổi) | 12   | 3   | Olympiacos           |

### Nga
Huấn luyện viên trưởng:  Dick Advocaat
Ngày 11 tháng 5, Advocaat đưa ra danh sách ban đầu gồm 26 cầu thủ . Vasili Berezutski và Roman Shishkin phải rút lui vào ngày 20 và 24 tháng 5. Berezutski chấn thương đùi còn Shishkin đau dạ dày . Advocaat công bố danh sách chính thức vào ngày 25 tháng 5. Kirill Nababkin là cầu thủ duy nhất không có trong danh sách ban đầu nhưng được chọn vào danh sách chính thức .
| Số | VT | Cầu thủ             | Ngày sinh (tuổi)            | Trận | Bàn | Câu lạc bộ             |
| -- | -- | ------------------- | --------------------------- | ---- | --- | ---------------------- |
| 1  | TM | Igor Akinfeev       | 8 tháng 4, 1986 (26 tuổi)   | 50   | 0   | CSKA Moscow            |
| 2  | HV | Aleksandr Anyukov   | 28 tháng 9, 1982 (29 tuổi)  | 64   | 1   | Zenit Saint Petersburg |
| 3  | HV | Roman Sharonov      | 8 tháng 9, 1976 (35 tuổi)   | 8    | 0   | Rubin Kazan            |
| 4  | HV | Sergei Ignashevich  | 14 tháng 7, 1979 (32 tuổi)  | 73   | 5   | CSKA Moscow            |
| 5  | HV | Yuri Zhirkov        | 20 tháng 8, 1983 (28 tuổi)  | 50   | 0   | Anzhi Makhachkala      |
| 6  | TV | Roman Shirokov      | 6 tháng 7, 1981 (30 tuổi)   | 20   | 4   | Zenit Saint Petersburg |
| 7  | TV | Igor Denisov        | 17 tháng 5, 1984 (28 tuổi)  | 24   | 0   | Zenit Saint Petersburg |
| 8  | TV | Konstantin Zyryanov | 5 tháng 10, 1977 (34 tuổi)  | 48   | 7   | Zenit Saint Petersburg |
| 9  | TV | Marat Izmailov      | 21 tháng 9, 1982 (29 tuổi)  | 32   | 2   | Sporting CP            |
| 10 | TĐ | Andrei Arshavin (c) | 29 tháng 5, 1981 (31 tuổi)  | 69   | 17  | Zenit Saint Petersburg |
| 11 | TĐ | Aleksandr Kerzhakov | 27 tháng 11, 1982 (29 tuổi) | 59   | 18  | Zenit Saint Petersburg |
| 12 | HV | Aleksei Berezutski  | 20 tháng 6, 1982 (29 tuổi)  | 46   | 0   | CSKA Moscow            |
| 13 | TM | Anton Shunin        | 27 tháng 1, 1987 (25 tuổi)  | 2    | 0   | Dinamo Moskva          |
| 14 | TĐ | Roman Pavlyuchenko  | 15 tháng 12, 1981 (30 tuổi) | 45   | 20  | Lokomotiv Moscow       |
| 15 | TV | Dmitri Kombarov     | 22 tháng 1, 1987 (25 tuổi)  | 2    | 0   | Spartak Moscow         |
| 16 | TM | Vyacheslav Malafeev | 4 tháng 3, 1979 (33 tuổi)   | 24   | 0   | Zenit Saint Petersburg |
| 17 | TV | Alan Dzagoev        | 17 tháng 6, 1990 (21 tuổi)  | 18   | 4   | CSKA Moscow            |
| 18 | TĐ | Aleksandr Kokorin   | 19 tháng 3, 1991 (21 tuổi)  | 3    | 0   | Dinamo Moskva          |
| 19 | HV | Vladimir Granat     | 22 tháng 5, 1987 (25 tuổi)  | 0    | 0   | Dinamo Moskva          |
| 20 | TĐ | Pavel Pogrebnyak    | 8 tháng 11, 1983 (28 tuổi)  | 32   | 8   | Fulham                 |
| 21 | HV | Kirill Nababkin     | 8 tháng 9, 1986 (25 tuổi)   | 0    | 0   | CSKA Moscow            |
| 22 | TV | Denis Glushakov     | 27 tháng 1, 1987 (25 tuổi)  | 9    | 1   | Lokomotiv Moscow       |
| 23 | TV | Igor Semshov        | 6 tháng 4, 1978 (34 tuổi)   | 56   | 3   | Dinamo Moskva          |

### Cộng hòa Séc
Huấn luyện viên trưởng:  Michal Bílek
Michal Bílek công bố danh sách ban đầu gồm 24 cầu thủ ngày 14 tháng 5 . Đến ngày 28 tháng 5, ông thay Daniel Pudil bằng Vladimír Darida . Ngày hôm sau, ngày chốt danh sách, ông đưa ra danh sách chính thức .
| Số | VT | Cầu thủ                | Ngày sinh (tuổi)            | Trận | Bàn | Câu lạc bộ            |
| -- | -- | ---------------------- | --------------------------- | ---- | --- | --------------------- |
| 1  | TM | Petr Čech              | 20 tháng 5, 1982 (30 tuổi)  | 89   | 0   | Chelsea               |
| 2  | HV | Theodor Gebre Selassie | 24 tháng 12, 1986 (25 tuổi) | 8    | 0   | Slovan Liberec        |
| 3  | HV | Michal Kadlec          | 13 tháng 12, 1984 (27 tuổi) | 33   | 7   | Bayer Leverkusen      |
| 4  | HV | Marek Suchý            | 29 tháng 3, 1988 (24 tuổi)  | 3    | 0   | Spartak Moscow        |
| 5  | HV | Roman Hubník           | 6 tháng 6, 1984 (28 tuổi)   | 20   | 2   | Hertha BSC            |
| 6  | HV | Tomáš Sivok            | 15 tháng 9, 1983 (28 tuổi)  | 24   | 3   | Beşiktaş              |
| 7  | TĐ | Tomáš Necid            | 13 tháng 8, 1989 (22 tuổi)  | 25   | 7   | CSKA Moscow           |
| 8  | HV | David Limberský        | 6 tháng 10, 1983 (28 tuổi)  | 7    | 0   | Viktoria Plzeň        |
| 9  | TV | Jan Rezek              | 5 tháng 5, 1982 (30 tuổi)   | 12   | 3   | Anorthosis Famagusta  |
| 10 | TV | Tomáš Rosický (c)      | 4 tháng 10, 1980 (31 tuổi)  | 86   | 20  | Arsenal               |
| 11 | TV | Milan Petržela         | 19 tháng 6, 1983 (28 tuổi)  | 9    | 0   | Viktoria Plzeň        |
| 12 | HV | František Rajtoral     | 12 tháng 3, 1986 (26 tuổi)  | 1    | 0   | Viktoria Plzeň        |
| 13 | TV | Jaroslav Plašil        | 5 tháng 1, 1982 (30 tuổi)   | 70   | 6   | Bordeaux              |
| 14 | TV | Václav Pilař           | 13 tháng 10, 1988 (23 tuổi) | 7    | 1   | Viktoria Plzeň        |
| 15 | TĐ | Milan Baroš            | 28 tháng 10, 1981 (30 tuổi) | 87   | 40  | Galatasaray           |
| 16 | TM | Jan Laštůvka           | 7 tháng 7, 1982 (29 tuổi)   | 1    | 0   | Dnipro Dnipropetrovsk |
| 17 | TV | Tomáš Hübschman        | 4 tháng 9, 1981 (30 tuổi)   | 41   | 0   | Shakhtar Donetsk      |
| 18 | TV | Daniel Kolář           | 27 tháng 10, 1985 (26 tuổi) | 9    | 1   | Viktoria Plzeň        |
| 19 | TV | Petr Jiráček           | 2 tháng 3, 1986 (26 tuổi)   | 6    | 1   | VfL Wolfsburg         |
| 20 | TĐ | Tomáš Pekhart          | 26 tháng 5, 1989 (23 tuổi)  | 9    | 0   | 1. FC Nuremberg       |
| 21 | TĐ | David Lafata           | 18 tháng 9, 1981 (30 tuổi)  | 16   | 2   | FK Jablonec           |
| 22 | TV | Vladimír Darida        | 8 tháng 8, 1990 (21 tuổi)   | 1    | 0   | FC Viktoria Plzeň     |
| 23 | TM | Jaroslav Drobný        | 18 tháng 10, 1979 (32 tuổi) | 5    | 0   | Hamburger SV          |

## Bảng B

### Hà Lan
Huấn luyện viên trưởng:  Bert van Marwijk
Ngày 7 tháng 5 năm 2012, van Marwijk lập danh sách 36 cầu thủ. Ngày 15 tháng 5 năm 2012, van Marwijk rút gọn danh sách còn 27 cầu thủ.. Đến 26 tháng 5, van Marwijk công bố danh sách chính thức .
| Số | VT | Cầu thủ              | Ngày sinh (tuổi)            | Trận | Bàn | Câu lạc bộ        |
| -- | -- | -------------------- | --------------------------- | ---- | --- | ----------------- |
| 1  | TM | Maarten Stekelenburg | 22 tháng 9, 1982 (29 tuổi)  | 46   | 0   | Roma              |
| 2  | HV | Gregory van der Wiel | 3 tháng 2, 1988 (24 tuổi)   | 31   | 0   | Ajax              |
| 3  | HV | John Heitinga        | 15 tháng 11, 1983 (28 tuổi) | 77   | 7   | Everton           |
| 4  | HV | Joris Mathijsen      | 5 tháng 4, 1980 (32 tuổi)   | 80   | 3   | Málaga            |
| 5  | HV | Wilfred Bouma        | 15 tháng 6, 1978 (33 tuổi)  | 37   | 2   | PSV               |
| 6  | TV | Mark van Bommel (c)  | 22 tháng 4, 1977 (35 tuổi)  | 76   | 10  | PSV               |
| 7  | TĐ | Dirk Kuyt            | 22 tháng 7, 1980 (31 tuổi)  | 87   | 24  | Liverpool         |
| 8  | TV | Nigel de Jong        | 30 tháng 11, 1984 (27 tuổi) | 59   | 1   | Manchester City   |
| 9  | TĐ | Klaas-Jan Huntelaar  | 12 tháng 8, 1983 (28 tuổi)  | 52   | 31  | Schalke 04        |
| 10 | TV | Wesley Sneijder      | 9 tháng 6, 1984 (27 tuổi)   | 83   | 23  | Internazionale    |
| 11 | TĐ | Arjen Robben         | 23 tháng 1, 1984 (28 tuổi)  | 56   | 17  | Bayern Munich     |
| 12 | TM | Michel Vorm          | 20 tháng 10, 1983 (28 tuổi) | 9    | 0   | Swansea City      |
| 13 | HV | Ron Vlaar            | 16 tháng 2, 1985 (27 tuổi)  | 6    | 0   | Feyenoord         |
| 14 | HV | Stijn Schaars        | 11 tháng 1, 1984 (28 tuổi)  | 18   | 0   | Sporting          |
| 15 | HV | Jetro Willems        | 30 tháng 3, 1994 (18 tuổi)  | 1    | 0   | PSV               |
| 16 | TĐ | Robin van Persie     | 6 tháng 8, 1983 (28 tuổi)   | 64   | 26  | Arsenal           |
| 17 | TV | Kevin Strootman      | 13 tháng 2, 1990 (22 tuổi)  | 11   | 1   | PSV               |
| 18 | TĐ | Luuk de Jong         | 27 tháng 8, 1990 (21 tuổi)  | 7    | 1   | Twente            |
| 19 | TĐ | Luciano Narsingh     | 13 tháng 9, 1990 (21 tuổi)  | 1    | 0   | Heerenveen        |
| 20 | TĐ | Ibrahim Afellay      | 2 tháng 4, 1986 (26 tuổi)   | 37   | 3   | Barcelona         |
| 21 | HV | Khalid Boulahrouz    | 28 tháng 12, 1981 (30 tuổi) | 35   | 0   | VfB Stuttgart     |
| 22 | TM | Tim Krul             | 3 tháng 4, 1988 (24 tuổi)   | 3    | 0   | Newcastle United  |
| 23 | TV | Rafael van der Vaart | 11 tháng 2, 1983 (29 tuổi)  | 95   | 16  | Tottenham Hotspur |

### Đan Mạch
Huấn luyện viên trưởng:  Morten Olsen
Morten Olsen đã chọn 20 cầu thủ vào ngày 16 tháng 5. Ba cầu thủ còn lại được thông báo sau . Anders Lindegaard được chọn vào ngày 19 . Ngày 24, Jores Okore và Nicklas Pedersen là hai cái tên cuối cùng .
| Số | VT | Cầu thủ             | Ngày sinh (tuổi)            | Trận | Bàn | Câu lạc bộ        |
| -- | -- | ------------------- | --------------------------- | ---- | --- | ----------------- |
| 1  | TM | Stephan Andersen    | 26 tháng 11, 1981 (30 tuổi) | 8    | 0   | Evian             |
| 2  | TV | Christian Poulsen   | 28 tháng 2, 1980 (32 tuổi)  | 90   | 6   | Evian             |
| 3  | HV | Simon Kjær          | 26 tháng 3, 1989 (23 tuổi)  | 22   | 0   | Roma              |
| 4  | HV | Daniel Agger (c)    | 12 tháng 12, 1984 (27 tuổi) | 44   | 5   | Liverpool         |
| 5  | HV | Simon Poulsen       | 7 tháng 10, 1984 (27 tuổi)  | 16   | 0   | AZ                |
| 6  | HV | Lars Jacobsen       | 20 tháng 9, 1979 (32 tuổi)  | 49   | 1   | Copenhagen        |
| 7  | TV | William Kvist       | 24 tháng 2, 1985 (27 tuổi)  | 27   | 0   | VfB Stuttgart     |
| 8  | TV | Christian Eriksen   | 14 tháng 2, 1992 (20 tuổi)  | 21   | 2   | Ajax              |
| 9  | TĐ | Michael Krohn-Dehli | 6 tháng 6, 1983 (29 tuổi)   | 19   | 4   | Brøndby           |
| 10 | TĐ | Dennis Rommedahl    | 22 tháng 7, 1978 (33 tuổi)  | 114  | 21  | Brøndby           |
| 11 | TĐ | Nicklas Bendtner    | 16 tháng 1, 1988 (24 tuổi)  | 46   | 17  | Arsenal           |
| 12 | HV | Andreas Bjelland    | 11 tháng 7, 1988 (23 tuổi)  | 5    | 0   | Nordsjælland      |
| 13 | HV | Jores Okore         | 11 tháng 8, 1992 (19 tuổi)  | 2    | 0   | Nordsjælland      |
| 14 | TV | Lasse Schøne        | 27 tháng 5, 1986 (26 tuổi)  | 9    | 2   | NEC               |
| 15 | TV | Michael Silberbauer | 7 tháng 7, 1981 (30 tuổi)   | 24   | 1   | Young Boys        |
| 16 | TM | Anders Lindegaard   | 13 tháng 4, 1984 (28 tuổi)  | 5    | 0   | Manchester United |
| 17 | TĐ | Nicklas Pedersen    | 10 tháng 10, 1987 (24 tuổi) | 7    | 0   | Groningen         |
| 18 | HV | Daniel Wass         | 31 tháng 5, 1989 (23 tuổi)  | 4    | 0   | Evian             |
| 19 | TV | Jakob Poulsen       | 7 tháng 7, 1983 (28 tuổi)   | 20   | 1   | Midtjylland       |
| 20 | TV | Thomas Kahlenberg   | 20 tháng 3, 1983 (29 tuổi)  | 36   | 4   | Evian             |
| 21 | TV | Niki Zimling        | 19 tháng 4, 1985 (27 tuổi)  | 9    | 0   | Club Brugge       |
| 22 | TM | Kasper Schmeichel   | 5 tháng 11, 1986 (25 tuổi)  | 0    | 0   | Leicester City    |
| 23 | TĐ | Tobias Mikkelsen    | 18 tháng 9, 1986 (25 tuổi)  | 2    | 0   | Nordsjælland      |

### Đức
Huấn luyện viên trưởng:  Joachim Löw
Ngày 7 tháng 5 năm 2012, Löw chọn ra 27 cầu thủ tham dự . Ngày 28 tháng 5, ông công bố danh sách chính thức .
| Số | VT | Cầu thủ                | Ngày sinh (tuổi)            | Trận | Bàn | Câu lạc bộ        |
| -- | -- | ---------------------- | --------------------------- | ---- | --- | ----------------- |
| 1  | TM | Manuel Neuer           | 27 tháng 3, 1986 (26 tuổi)  | 25   | 0   | Bayern Munich     |
| 2  | TV | İlkay Gündoğan         | 24 tháng 10, 1990 (21 tuổi) | 1    | 0   | Borussia Dortmund |
| 3  | HV | Marcel Schmelzer       | 22 tháng 1, 1988 (24 tuổi)  | 5    | 0   | Borussia Dortmund |
| 4  | HV | Benedikt Höwedes       | 29 tháng 2, 1988 (24 tuổi)  | 7    | 0   | Schalke 04        |
| 5  | HV | Mats Hummels           | 16 tháng 12, 1988 (23 tuổi) | 13   | 0   | Borussia Dortmund |
| 6  | TV | Sami Khedira           | 4 tháng 4, 1987 (25 tuổi)   | 25   | 1   | Real Madrid       |
| 7  | TV | Bastian Schweinsteiger | 1 tháng 8, 1984 (27 tuổi)   | 90   | 23  | Bayern Munich     |
| 8  | TV | Mesut Özil             | 15 tháng 10, 1988 (23 tuổi) | 31   | 8   | Real Madrid       |
| 9  | TV | André Schürrle         | 6 tháng 11, 1990 (21 tuổi)  | 12   | 5   | Bayer Leverkusen  |
| 10 | TV | Lukas Podolski         | 4 tháng 6, 1985 (27 tuổi)   | 95   | 43  | Arsenal           |
| 11 | TĐ | Miroslav Klose         | 9 tháng 6, 1978 (33 tuổi)   | 114  | 63  | Lazio             |
| 12 | TM | Tim Wiese              | 17 tháng 12, 1981 (30 tuổi) | 6    | 0   | Werder Bremen     |
| 13 | TV | Thomas Müller          | 13 tháng 9, 1989 (22 tuổi)  | 26   | 10  | Bayern Munich     |
| 14 | HV | Holger Badstuber       | 13 tháng 3, 1989 (23 tuổi)  | 19   | 1   | Bayern Munich     |
| 15 | TV | Lars Bender            | 27 tháng 4, 1989 (23 tuổi)  | 4    | 0   | Bayer Leverkusen  |
| 16 | HV | Philipp Lahm (c)       | 11 tháng 11, 1983 (28 tuổi) | 85   | 4   | Bayern Munich     |
| 17 | HV | Per Mertesacker        | 29 tháng 9, 1984 (27 tuổi)  | 79   | 1   | Arsenal           |
| 18 | TV | Toni Kroos             | 4 tháng 1, 1990 (22 tuổi)   | 25   | 2   | Bayern Munich     |
| 19 | TV | Mario Götze            | 3 tháng 6, 1992 (20 tuổi)   | 12   | 2   | Borussia Dortmund |
| 20 | HV | Jérôme Boateng         | 3 tháng 9, 1988 (23 tuổi)   | 20   | 0   | Bayern Munich     |
| 21 | TV | Marco Reus             | 31 tháng 5, 1989 (23 tuổi)  | 4    | 0   | Borussia Dortmund |
| 22 | TM | Ron-Robert Zieler      | 12 tháng 2, 1989 (23 tuổi)  | 1    | 0   | Hannover 96       |
| 23 | TĐ | Mario Gómez            | 10 tháng 7, 1985 (26 tuổi)  | 51   | 21  | Bayern Munich     |

### Bồ Đào Nha
Huấn luyện viên trưởng:  Paulo Bento
Paulo Bento đã chốt danh sách 23 cầu thủ tham dự vào ngày 14 tháng 5 năm 2012. Ngày 23, Hugo Viana thay thế Carlos Martins vì Martins chấn thương bắp chân .
| Số | VT | Cầu thủ               | Ngày sinh (tuổi)            | Trận | Bàn | Câu lạc bộ             |
| -- | -- | --------------------- | --------------------------- | ---- | --- | ---------------------- |
| 1  | TM | Eduardo               | 19 tháng 9, 1982 (29 tuổi)  | 27   | 0   | Benfica                |
| 2  | HV | Bruno Alves           | 27 tháng 11, 1981 (30 tuổi) | 48   | 5   | Zenit Saint Petersburg |
| 3  | HV | Pepe                  | 26 tháng 2, 1983 (29 tuổi)  | 38   | 2   | Real Madrid            |
| 4  | TV | Miguel Veloso         | 11 tháng 5, 1986 (26 tuổi)  | 22   | 2   | Genoa                  |
| 5  | HV | Fábio Coentrão        | 11 tháng 3, 1988 (24 tuổi)  | 20   | 1   | Real Madrid            |
| 6  | TV | Custódio              | 24 tháng 5, 1983 (29 tuổi)  | 0    | 0   | Braga                  |
| 7  | TĐ | Cristiano Ronaldo (c) | 5 tháng 2, 1985 (27 tuổi)   | 88   | 32  | Real Madrid            |
| 8  | TV | João Moutinho         | 8 tháng 9, 1986 (25 tuổi)   | 40   | 2   | Porto                  |
| 9  | TĐ | Hugo Almeida          | 23 tháng 5, 1984 (28 tuổi)  | 40   | 15  | Beşiktaş               |
| 10 | TĐ | Ricardo Quaresma      | 26 tháng 9, 1983 (28 tuổi)  | 31   | 3   | Beşiktaş               |
| 11 | TĐ | Nélson Oliveira       | 8 tháng 8, 1991 (20 tuổi)   | 1    | 0   | Benfica                |
| 12 | TM | Rui Patrício          | 15 tháng 2, 1988 (24 tuổi)  | 10   | 0   | Sporting CP            |
| 13 | HV | Ricardo Costa         | 16 tháng 5, 1981 (31 tuổi)  | 10   | 0   | Valencia               |
| 14 | HV | Rolando               | 31 tháng 8, 1985 (26 tuổi)  | 13   | 0   | Porto                  |
| 15 | TV | Rúben Micael          | 19 tháng 8, 1986 (25 tuổi)  | 7    | 2   | Atlético Madrid        |
| 16 | TV | Raul Meireles         | 17 tháng 3, 1983 (29 tuổi)  | 55   | 8   | Chelsea                |
| 17 | TĐ | Nani                  | 17 tháng 11, 1986 (25 tuổi) | 52   | 12  | Manchester United      |
| 18 | TĐ | Silvestre Varela      | 2 tháng 2, 1985 (27 tuổi)   | 5    | 1   | Porto                  |
| 19 | HV | Miguel Lopes          | 19 tháng 12, 1986 (25 tuổi) | 0    | 0   | Braga                  |
| 20 | TV | Hugo Viana            | 15 tháng 1, 1983 (29 tuổi)  | 25   | 1   | Braga                  |
| 21 | HV | João Pereira          | 25 tháng 2, 1984 (28 tuổi)  | 13   | 0   | Sporting CP            |
| 22 | TM | Beto                  | 1 tháng 5, 1982 (30 tuổi)   | 1    | 0   | CFR Cluj               |
| 23 | TĐ | Hélder Postiga        | 2 tháng 8, 1982 (29 tuổi)   | 47   | 19  | Real Zaragoza          |

## Bảng C

### Tây Ban Nha
Huấn luyện viên trưởng:  Vicente del Bosque
Vicente del Bosque công bố danh sách ban đầu ngày 15 tháng 5 năm 2012, không bao gồm các cầu thủ Tây Ban Nha ở ba câu lạc bộ Barcelona, Athletic Bilbao và Chelsea vì hai đội bóng Tây Ban Nha phải tham gia trận chung kết Copa del Rey ngày 25 tháng 5, còn Chelsea dự trận chung kết Champions League ngày 19 tháng 5 . Ngày 21 tháng 5, del Bosque triệu tập hai cầu thủ Chelsea là Fernando Torres và Juan Mata . Ngày 27 tháng 5, del Bosque công bố danh sách chính thức, gồm cả các cầu thủ của Barcelona và Athletic Bilbao .
| Số | VT | Cầu thủ           | Ngày sinh (tuổi)            | Trận | Bàn | Câu lạc bộ      |
| -- | -- | ----------------- | --------------------------- | ---- | --- | --------------- |
| 1  | TM | Iker Casillas (c) | 20 tháng 5, 1981 (31 tuổi)  | 129  | 0   | Real Madrid     |
| 2  | HV | Raúl Albiol       | 4 tháng 9, 1985 (26 tuổi)   | 32   | 0   | Real Madrid     |
| 3  | HV | Gerard Piqué      | 2 tháng 2, 1987 (25 tuổi)   | 38   | 4   | Barcelona       |
| 4  | TV | Javi Martínez     | 2 tháng 9, 1988 (23 tuổi)   | 7    | 0   | Athletic Bilbao |
| 5  | HV | Juanfran          | 9 tháng 1, 1985 (27 tuổi)   | 1    | 0   | Atlético Madrid |
| 6  | TV | Andrés Iniesta    | 11 tháng 5, 1984 (28 tuổi)  | 64   | 11  | Barcelona       |
| 7  | TĐ | Pedro             | 28 tháng 7, 1987 (24 tuổi)  | 14   | 2   | Barcelona       |
| 8  | TV | Xavi              | 25 tháng 1, 1980 (32 tuổi)  | 108  | 10  | Barcelona       |
| 9  | TĐ | Fernando Torres   | 20 tháng 3, 1984 (28 tuổi)  | 91   | 27  | Chelsea         |
| 10 | TV | Cesc Fàbregas     | 4 tháng 5, 1987 (25 tuổi)   | 63   | 8   | Barcelona       |
| 11 | TĐ | Álvaro Negredo    | 20 tháng 8, 1985 (26 tuổi)  | 7    | 5   | Sevilla         |
| 12 | TM | Víctor Valdés     | 14 tháng 1, 1982 (30 tuổi)  | 7    | 0   | Barcelona       |
| 13 | TV | Juan Mata         | 28 tháng 4, 1988 (24 tuổi)  | 16   | 5   | Chelsea         |
| 14 | TV | Xabi Alonso       | 25 tháng 11, 1981 (30 tuổi) | 94   | 12  | Real Madrid     |
| 15 | HV | Sergio Ramos      | 30 tháng 3, 1986 (26 tuổi)  | 84   | 6   | Real Madrid     |
| 16 | TV | Sergio Busquets   | 16 tháng 7, 1987 (24 tuổi)  | 38   | 0   | Barcelona       |
| 17 | HV | Álvaro Arbeloa    | 17 tháng 1, 1983 (29 tuổi)  | 33   | 0   | Real Madrid     |
| 18 | HV | Jordi Alba        | 21 tháng 3, 1989 (23 tuổi)  | 3    | 0   | Valencia        |
| 19 | TĐ | Fernando Llorente | 26 tháng 2, 1985 (27 tuổi)  | 20   | 7   | Athletic Bilbao |
| 20 | TV | Santi Cazorla     | 13 tháng 12, 1984 (27 tuổi) | 41   | 5   | Málaga          |
| 21 | TV | David Silva       | 8 tháng 1, 1986 (26 tuổi)   | 55   | 15  | Manchester City |
| 22 | TV | Jesús Navas       | 21 tháng 11, 1985 (26 tuổi) | 15   | 1   | Sevilla         |
| 23 | TM | Pepe Reina        | 31 tháng 8, 1982 (29 tuổi)  | 24   | 0   | Liverpool       |

### Ý
Huấn luyện viên trưởng:  Cesare Prandelli
Cesare Prandelli đưa ra danh sách ban đầu gồm 32 cầu thủ ngày 13 tháng 5 năm 2012, ngày cuối cùng của Serie A 2011–12 . Domenico Criscito sau đó bị loại vì dính líu đến scandal dàn xếp tỉ số . Ngày 29 tháng 5, Prandelli chốt lại danh sách chính thức .
| Số | VT | Cầu thủ              | Ngày sinh (tuổi)            | Trận | Bàn | Câu lạc bộ          |
| -- | -- | -------------------- | --------------------------- | ---- | --- | ------------------- |
| 1  | TM | Gianluigi Buffon (c) | 28 tháng 1, 1978 (34 tuổi)  | 113  | 0   | Juventus            |
| 2  | HV | Christian Maggio     | 11 tháng 2, 1982 (30 tuổi)  | 15   | 0   | Napoli              |
| 3  | HV | Giorgio Chiellini    | 14 tháng 8, 1984 (27 tuổi)  | 50   | 2   | Juventus            |
| 4  | HV | Angelo Ogbonna       | 23 tháng 5, 1988 (24 tuổi)  | 2    | 0   | Torino              |
| 5  | TV | Thiago Motta         | 28 tháng 8, 1982 (29 tuổi)  | 7    | 1   | Paris Saint-Germain |
| 6  | HV | Federico Balzaretti  | 6 tháng 12, 1981 (30 tuổi)  | 7    | 0   | Palermo             |
| 7  | HV | Ignazio Abate        | 12 tháng 11, 1986 (25 tuổi) | 2    | 0   | Milan               |
| 8  | TV | Claudio Marchisio    | 19 tháng 1, 1986 (26 tuổi)  | 19   | 1   | Juventus            |
| 9  | TĐ | Mario Balotelli      | 12 tháng 8, 1990 (21 tuổi)  | 7    | 1   | Manchester City     |
| 10 | TĐ | Antonio Cassano      | 12 tháng 7, 1982 (29 tuổi)  | 28   | 9   | Milan               |
| 11 | TĐ | Antonio Di Natale    | 13 tháng 10, 1977 (34 tuổi) | 36   | 10  | Udinese             |
| 12 | TM | Salvatore Sirigu     | 12 tháng 1, 1987 (25 tuổi)  | 2    | 0   | Paris Saint-Germain |
| 13 | TV | Emanuele Giaccherini | 5 tháng 5, 1985 (27 tuổi)   | 0    | 0   | Juventus            |
| 14 | TM | Morgan De Sanctis    | 26 tháng 3, 1977 (35 tuổi)  | 4    | 0   | Napoli              |
| 15 | HV | Andrea Barzagli      | 8 tháng 5, 1981 (31 tuổi)   | 28   | 0   | Juventus            |
| 16 | TV | Daniele De Rossi     | 24 tháng 7, 1983 (28 tuổi)  | 71   | 10  | Roma                |
| 17 | TĐ | Fabio Borini         | 29 tháng 3, 1991 (21 tuổi)  | 1    | 0   | Roma                |
| 18 | TV | Riccardo Montolivo   | 18 tháng 1, 1985 (27 tuổi)  | 32   | 1   | Fiorentina          |
| 19 | HV | Leonardo Bonucci     | 1 tháng 5, 1987 (25 tuổi)   | 13   | 2   | Juventus            |
| 20 | TĐ | Sebastian Giovinco   | 26 tháng 1, 1987 (25 tuổi)  | 7    | 0   | Parma               |
| 21 | TV | Andrea Pirlo         | 19 tháng 5, 1979 (33 tuổi)  | 82   | 9   | Juventus            |
| 22 | TV | Alessandro Diamanti  | 2 tháng 5, 1983 (29 tuổi)   | 1    | 0   | Bologna             |
| 23 | TV | Antonio Nocerino     | 9 tháng 4, 1985 (27 tuổi)   | 10   | 0   | Milan               |

### Ireland
Huấn luyện viên trưởng:  Giovanni Trapattoni
Ngày 7 tháng 5 năm 2012, Giovanni Trapattoni đã công bố danh sách 23 cầu thủ tham dự Euro 2012, với một danh sách dự bị gồm 5 cầu thủ. Ireland, ngược lại với Anh, là đội duy nhất không có cầu thủ thi đấu ở trong nước. Đội trưởng Robbie Keane là một trong hai cầu thủ ở giải thi đấu cho một giải vô địch quốc gia ngoài UEFA. Keith Fahey chấn thương ngày 26 tháng 5, Paul Green thay thế. Đến 29 tháng 5, Kevin Foley chấn thương và được thay bằng Paul McShane .
| Số | VT | Cầu thủ          | Ngày sinh (tuổi)            | Trận | Bàn | Câu lạc bộ              |
| -- | -- | ---------------- | --------------------------- | ---- | --- | ----------------------- |
| 1  | TM | Shay Given       | 20 tháng 4, 1976 (36 tuổi)  | 121  | 0   | Aston Villa             |
| 2  | HV | Sean St Ledger   | 28 tháng 12, 1984 (27 tuổi) | 25   | 2   | Leicester City          |
| 3  | HV | Stephen Ward     | 20 tháng 8, 1985 (26 tuổi)  | 10   | 2   | Wolverhampton Wanderers |
| 4  | HV | John O'Shea      | 30 tháng 4, 1981 (31 tuổi)  | 75   | 1   | Sunderland              |
| 5  | HV | Richard Dunne    | 21 tháng 9, 1979 (32 tuổi)  | 71   | 8   | Aston Villa             |
| 6  | TV | Glenn Whelan     | 13 tháng 1, 1984 (28 tuổi)  | 37   | 2   | Stoke City              |
| 7  | TV | Aiden McGeady    | 4 tháng 4, 1986 (26 tuổi)   | 47   | 2   | Spartak Moscow          |
| 8  | TV | Keith Andrews    | 13 tháng 9, 1980 (31 tuổi)  | 27   | 3   | West Bromwich Albion    |
| 9  | TĐ | Kevin Doyle      | 18 tháng 9, 1983 (28 tuổi)  | 46   | 10  | Wolverhampton Wanderers |
| 10 | TĐ | Robbie Keane (c) | 8 tháng 7, 1980 (31 tuổi)   | 115  | 53  | Los Angeles Galaxy      |
| 11 | TV | Damien Duff      | 2 tháng 3, 1979 (33 tuổi)   | 95   | 8   | Fulham                  |
| 12 | HV | Stephen Kelly    | 6 tháng 9, 1983 (28 tuổi)   | 29   | 0   | Fulham                  |
| 13 | HV | Paul McShane     | 6 tháng 1, 1986 (26 tuổi)   | 26   | 0   | Hull City               |
| 14 | TĐ | Jonathan Walters | 20 tháng 9, 1983 (28 tuổi)  | 5    | 1   | Stoke City              |
| 15 | TV | Darron Gibson    | 25 tháng 10, 1987 (24 tuổi) | 17   | 1   | Everton                 |
| 16 | TM | Keiren Westwood  | 23 tháng 10, 1984 (27 tuổi) | 8    | 0   | Sunderland              |
| 17 | TV | Stephen Hunt     | 1 tháng 8, 1981 (30 tuổi)   | 38   | 1   | Wolverhampton Wanderers |
| 18 | HV | Darren O'Dea     | 4 tháng 2, 1987 (25 tuổi)   | 13   | 0   | Celtic                  |
| 19 | TĐ | Shane Long       | 22 tháng 1, 1987 (25 tuổi)  | 24   | 6   | West Bromwich Albion    |
| 20 | TĐ | Simon Cox        | 28 tháng 4, 1987 (25 tuổi)  | 11   | 3   | West Bromwich Albion    |
| 21 | TV | Paul Green       | 10 tháng 4, 1983 (29 tuổi)  | 10   | 1   | Derby County            |
| 22 | TV | James McClean    | 22 tháng 4, 1989 (23 tuổi)  | 1    | 0   | Sunderland              |
| 23 | TM | David Forde      | 20 tháng 12, 1979 (32 tuổi) | 2    | 0   | Millwall                |

### Croatia
Huấn luyện viên trưởng:  Slaven Bilić
Ngày 10 tháng 5 năm 2012, danh sách ban đầu của đội này gồm 27 cầu thủ . 
Ngày 29 tháng 5, Bilić đưa ra danh sách chính thức, với Nikola Kalinić, Šime Vrsaljko, Goran Blažević và Dejan Lovren bị loại so với danh sách ban đầu . Ngày 4 tháng 6, Ivica Olić bị chấn thương, Nikola Kalinić được gọi thay thế .
| Số | VT | Cầu thủ             | Ngày sinh (tuổi)            | Trận | Bàn | Câu lạc bộ            |
| -- | -- | ------------------- | --------------------------- | ---- | --- | --------------------- |
| 1  | TM | Stipe Pletikosa     | 8 tháng 1, 1979 (33 tuổi)   | 90   | 0   | Rostov                |
| 2  | HV | Ivan Strinić        | 17 tháng 7, 1987 (24 tuổi)  | 15   | 0   | Dnipro Dnipropetrovsk |
| 3  | HV | Josip Šimunić       | 18 tháng 2, 1978 (34 tuổi)  | 93   | 3   | Dinamo Zagreb         |
| 4  | HV | Jurica Buljat       | 12 tháng 9, 1986 (25 tuổi)  | 2    | 0   | Maccabi Haifa         |
| 5  | HV | Vedran Ćorluka      | 5 tháng 2, 1986 (26 tuổi)   | 53   | 2   | Bayer Leverkusen      |
| 6  | HV | Danijel Pranjić     | 2 tháng 12, 1981 (30 tuổi)  | 42   | 0   | Bayern Munich         |
| 7  | TV | Ivan Rakitić        | 10 tháng 3, 1988 (24 tuổi)  | 39   | 8   | Sevilla               |
| 8  | TV | Ognjen Vukojević    | 20 tháng 12, 1983 (28 tuổi) | 37   | 3   | Dynamo Kyiv           |
| 9  | TĐ | Nikica Jelavić      | 27 tháng 8, 1985 (26 tuổi)  | 18   | 2   | Everton               |
| 10 | TV | Luka Modrić         | 9 tháng 9, 1985 (26 tuổi)   | 54   | 8   | Tottenham Hotspur     |
| 11 | TV | Darijo Srna (c)     | 1 tháng 5, 1982 (30 tuổi)   | 91   | 19  | Shakhtar Donetsk      |
| 12 | TM | Ivan Kelava         | 20 tháng 2, 1988 (24 tuổi)  | 0    | 0   | Dinamo Zagreb         |
| 13 | HV | Gordon Schildenfeld | 18 tháng 3, 1985 (27 tuổi)  | 10   | 0   | Eintracht Frankfurt   |
| 14 | TV | Milan Badelj        | 25 tháng 2, 1989 (23 tuổi)  | 3    | 1   | Dinamo Zagreb         |
| 15 | TV | Ivo Iličević        | 14 tháng 9, 1986 (25 tuổi)  | 4    | 1   | Hamburger SV          |
| 16 | TV | Tomislav Dujmović   | 26 tháng 2, 1981 (31 tuổi)  | 16   | 0   | Real Zaragoza         |
| 17 | TĐ | Mario Mandžukić     | 21 tháng 5, 1986 (26 tuổi)  | 27   | 5   | VfL Wolfsburg         |
| 18 | TĐ | Nikola Kalinić      | 5 tháng 1, 1988 (24 tuổi)   | 13   | 5   | Dnipro Dnipropetrovsk |
| 19 | TV | Niko Kranjčar       | 13 tháng 8, 1984 (27 tuổi)  | 69   | 15  | Tottenham Hotspur     |
| 20 | TV | Ivan Perišić        | 2 tháng 2, 1989 (23 tuổi)   | 8    | 0   | Borussia Dortmund     |
| 21 | HV | Domagoj Vida        | 29 tháng 4, 1989 (23 tuổi)  | 8    | 0   | Dinamo Zagreb         |
| 22 | TĐ | Eduardo             | 25 tháng 2, 1983 (29 tuổi)  | 45   | 22  | Shakhtar Donetsk      |
| 23 | TM | Danijel Subašić     | 27 tháng 10, 1984 (27 tuổi) | 3    | 0   | Monaco                |

## Bảng D

### Ukraina
Huấn luyện viên trưởng:  Oleg Blokhin
Ngày 8 tháng 5 năm 2012 Blokhin đưa ra danh sách ban đầu gồm 26 cầu thủ chuẩn bị cho giải đấu . Ngày 29 tháng 5 Blokhin đưa ra danh sách chính thức .
| Số | VT | Cầu thủ               | Ngày sinh (tuổi)            | Trận | Bàn | Câu lạc bộ            |
| -- | -- | --------------------- | --------------------------- | ---- | --- | --------------------- |
| 1  | TM | Maksym Koval          | 9 tháng 12, 1992 (19 tuổi)  | 0    | 0   | Dynamo Kyiv           |
| 2  | HV | Yevhen Selin          | 9 tháng 5, 1988 (24 tuổi)   | 5    | 1   | Vorskla Poltava       |
| 3  | HV | Yevhen Khacheridi     | 28 tháng 7, 1987 (24 tuổi)  | 8    | 0   | Dynamo Kyiv           |
| 4  | TV | Anatoliy Tymoshchuk   | 30 tháng 3, 1979 (33 tuổi)  | 114  | 4   | Bayern Munich         |
| 5  | HV | Oleksandr Kucher      | 22 tháng 10, 1982 (29 tuổi) | 28   | 1   | Shakhtar Donetsk      |
| 6  | TV | Denys Harmash         | 19 tháng 4, 1990 (22 tuổi)  | 4    | 0   | Dynamo Kyiv           |
| 7  | TĐ | Andriy Shevchenko (c) | 29 tháng 9, 1976 (35 tuổi)  | 105  | 46  | Dynamo Kyiv           |
| 8  | TV | Oleksandr Aliyev      | 3 tháng 2, 1985 (27 tuổi)   | 25   | 6   | Dynamo Kyiv           |
| 9  | TV | Oleh Husyev           | 25 tháng 4, 1983 (29 tuổi)  | 69   | 9   | Dynamo Kyiv           |
| 10 | TĐ | Andriy Voronin        | 21 tháng 7, 1979 (32 tuổi)  | 70   | 7   | Dinamo Moskva         |
| 11 | TĐ | Andriy Yarmolenko     | 23 tháng 10, 1989 (22 tuổi) | 18   | 7   | Dynamo Kyiv           |
| 12 | TM | Andriy Pyatov         | 28 tháng 6, 1984 (27 tuổi)  | 24   | 0   | Shakhtar Donetsk      |
| 13 | HV | Vyacheslav Shevchuk   | 13 tháng 5, 1979 (33 tuổi)  | 20   | 0   | Shakhtar Donetsk      |
| 14 | TV | Ruslan Rotan          | 29 tháng 10, 1981 (30 tuổi) | 56   | 6   | Dnipro Dnipropetrovsk |
| 15 | TĐ | Artem Milevskiy       | 12 tháng 1, 1985 (27 tuổi)  | 43   | 7   | Dynamo Kyiv           |
| 16 | TĐ | Yevhen Seleznyov      | 20 tháng 7, 1985 (26 tuổi)  | 27   | 5   | Shakhtar Donetsk      |
| 17 | HV | Taras Mykhalyk        | 28 tháng 10, 1983 (28 tuổi) | 25   | 0   | Dynamo Kyiv           |
| 18 | TV | Serhiy Nazarenko      | 16 tháng 2, 1980 (32 tuổi)  | 47   | 12  | Tavriya Simferopol    |
| 19 | TV | Yevhen Konoplyanka    | 29 tháng 9, 1989 (22 tuổi)  | 16   | 5   | Dnipro Dnipropetrovsk |
| 20 | HV | Yaroslav Rakitskiy    | 3 tháng 8, 1989 (22 tuổi)   | 14   | 3   | Shakhtar Donetsk      |
| 21 | HV | Bohdan Butko          | 13 tháng 1, 1991 (21 tuổi)  | 7    | 0   | Illichivets Mariupol  |
| 22 | TĐ | Marko Devych          | 27 tháng 10, 1983 (28 tuổi) | 18   | 2   | Metalist Kharkiv      |
| 23 | TM | Oleksandr Horyainov   | 29 tháng 6, 1975 (36 tuổi)  | 1    | 0   | Metalist Kharkiv      |

### Thụy Điển
Huấn luyện viên trưởng:  Erik Hamrén
Erik Hamrén công bố danh sách chính thức vào ngày 14 tháng 5 . Christian Wilhelmsson là một trong hai cầu thủ trong giải thi đấu ở giải bóng đá ngoài UEFA.
| Số | VT | Cầu thủ                | Ngày sinh (tuổi)            | Trận | Bàn | Câu lạc bộ           |
| -- | -- | ---------------------- | --------------------------- | ---- | --- | -------------------- |
| 1  | TM | Andreas Isaksson       | 3 tháng 10, 1981 (30 tuổi)  | 91   | 0   | PSV                  |
| 2  | HV | Mikael Lustig          | 13 tháng 12, 1986 (25 tuổi) | 23   | 1   | Celtic               |
| 3  | HV | Olof Mellberg          | 3 tháng 9, 1977 (34 tuổi)   | 112  | 7   | Olympiacos           |
| 4  | HV | Andreas Granqvist      | 16 tháng 4, 1985 (27 tuổi)  | 16   | 2   | Genoa                |
| 5  | HV | Martin Olsson          | 17 tháng 5, 1988 (24 tuổi)  | 8    | 4   | Blackburn Rovers     |
| 6  | TV | Rasmus Elm             | 17 tháng 3, 1988 (24 tuổi)  | 22   | 1   | AZ                   |
| 7  | TV | Sebastian Larsson      | 6 tháng 6, 1985 (27 tuổi)   | 39   | 5   | Sunderland           |
| 8  | TV | Anders Svensson        | 17 tháng 7, 1976 (35 tuổi)  | 126  | 18  | Elfsborg             |
| 9  | TV | Kim Källström          | 24 tháng 8, 1982 (29 tuổi)  | 90   | 16  | Lyon                 |
| 10 | TĐ | Zlatan Ibrahimović (c) | 3 tháng 10, 1981 (30 tuổi)  | 75   | 29  | Milan                |
| 11 | TĐ | Johan Elmander         | 27 tháng 5, 1981 (31 tuổi)  | 63   | 16  | Galatasaray          |
| 12 | TM | Johan Wiland           | 24 tháng 1, 1981 (31 tuổi)  | 7    | 0   | Copenhagen           |
| 13 | HV | Jonas Olsson           | 10 tháng 3, 1983 (29 tuổi)  | 6    | 0   | West Bromwich Albion |
| 14 | TĐ | Tobias Hysén           | 9 tháng 3, 1982 (30 tuổi)   | 21   | 7   | IFK Göteborg         |
| 15 | HV | Mikael Antonsson       | 31 tháng 5, 1981 (31 tuổi)  | 4    | 0   | Bologna              |
| 16 | TV | Pontus Wernbloom       | 25 tháng 6, 1986 (25 tuổi)  | 21   | 2   | CSKA Moscow          |
| 17 | HV | Behrang Safari         | 9 tháng 2, 1985 (27 tuổi)   | 23   | 0   | Anderlecht           |
| 18 | TV | Samuel Holmén          | 28 tháng 6, 1984 (27 tuổi)  | 25   | 2   | İstanbul BB          |
| 19 | TV | Emir Bajrami           | 7 tháng 3, 1988 (24 tuổi)   | 15   | 2   | Twente               |
| 20 | TĐ | Ola Toivonen           | 3 tháng 7, 1986 (25 tuổi)   | 22   | 4   | PSV                  |
| 21 | TV | Christian Wilhelmsson  | 8 tháng 12, 1979 (32 tuổi)  | 72   | 8   | Al-Hilal             |
| 22 | TĐ | Markus Rosenberg       | 27 tháng 9, 1982 (29 tuổi)  | 30   | 6   | Cầu thủ tự do        |
| 23 | TM | Pär Hansson            | 22 tháng 6, 1986 (25 tuổi)  | 2    | 0   | Helsingborg          |

### Anh
Huấn luyện viên trưởng:  Roy Hodgson
Roy Hodgson công bố đội hình chính thức ngày 16 tháng 5 năm 2012, với một danh sách thay thế gồm 5 cầu thủ . Đội tuyển Anh là đội bóng duy nhất gồm toàn các cầu thủ chơi ở trong nước. Ngày 25 tháng 5, John Ruddy gãy ngón tay, Jack Butland được gọi thay thế . Đến ngày 28, Gareth Barry phải rút lui vì chấn thương háng, Phil Jagielka thế chỗ . Ngày 31, Frank Lampard rút lui vì chấn thương đùi và thay bằng Jordan Henderson .
| Số | VT | Cầu thủ                 | Ngày sinh (tuổi)            | Trận | Bàn | Câu lạc bộ        |
| -- | -- | ----------------------- | --------------------------- | ---- | --- | ----------------- |
| 1  | TM | Joe Hart                | 19 tháng 4, 1987 (25 tuổi)  | 17   | 0   | Manchester City   |
| 2  | HV | Glen Johnson            | 23 tháng 8, 1984 (27 tuổi)  | 35   | 1   | Liverpool         |
| 3  | HV | Ashley Cole             | 20 tháng 12, 1980 (31 tuổi) | 93   | 0   | Chelsea           |
| 4  | TV | Steven Gerrard (c)      | 30 tháng 5, 1980 (32 tuổi)  | 90   | 19  | Liverpool         |
| 5  | HV | Gary Cahill             | 19 tháng 12, 1985 (26 tuổi) | 8    | 2   | Chelsea           |
| 6  | HV | John Terry              | 7 tháng 12, 1980 (31 tuổi)  | 72   | 6   | Chelsea           |
| 7  | TV | Theo Walcott            | 16 tháng 3, 1989 (23 tuổi)  | 22   | 3   | Arsenal           |
| 8  | TV | Jordan Henderson        | 17 tháng 6, 1990 (21 tuổi)  | 2    | 0   | Liverpool         |
| 9  | TĐ | Andy Carroll            | 6 tháng 1, 1989 (23 tuổi)   | 3    | 1   | Liverpool         |
| 10 | TĐ | Wayne Rooney            | 24 tháng 10, 1985 (26 tuổi) | 73   | 28  | Manchester United |
| 11 | TV | Ashley Young            | 9 tháng 7, 1985 (26 tuổi)   | 19   | 5   | Manchester United |
| 12 | HV | Leighton Baines         | 11 tháng 12, 1984 (27 tuổi) | 7    | 0   | Everton           |
| 13 | TM | Robert Green            | 18 tháng 1, 1980 (32 tuổi)  | 11   | 0   | West Ham United   |
| 14 | HV | Phil Jones              | 21 tháng 2, 1992 (20 tuổi)  | 4    | 0   | Manchester United |
| 15 | HV | Joleon Lescott          | 16 tháng 8, 1982 (29 tuổi)  | 14   | 0   | Manchester City   |
| 16 | TV | James Milner            | 4 tháng 1, 1986 (26 tuổi)   | 24   | 0   | Manchester City   |
| 17 | TV | Scott Parker            | 13 tháng 10, 1980 (31 tuổi) | 11   | 0   | Tottenham Hotspur |
| 18 | HV | Phil Jagielka           | 17 tháng 8, 1982 (29 tuổi)  | 11   | 0   | Everton           |
| 19 | TV | Stewart Downing         | 22 tháng 7, 1984 (27 tuổi)  | 33   | 0   | Liverpool         |
| 20 | TV | Alex Oxlade-Chamberlain | 15 tháng 8, 1993 (18 tuổi)  | 1    | 0   | Arsenal           |
| 21 | TĐ | Jermain Defoe           | 7 tháng 10, 1982 (29 tuổi)  | 46   | 15  | Tottenham Hotspur |
| 22 | TĐ | Danny Welbeck           | 26 tháng 11, 1990 (21 tuổi) | 4    | 0   | Manchester United |
| 23 | TM | Jack Butland            | 10 tháng 3, 1993 (19 tuổi)  | 0    | 0   | Birmingham City   |

### Pháp
Huấn luyện viên trưởng:  Laurent Blanc
Blanc công bố danh sách rút gọn đầu tiên vào ngày 9 tháng 5 và danh sách thứ hai vào 15 tháng 5 năm 2012. Danh sách đầu tiên gồm các cầu thủ thi đấu ở nước ngoài và danh sách thứ hai gồm các cầu thủ thi đấu trong nước . Tuy nhiên đến 15 tháng 5, hậu vệ Tottenham Younès Kaboul phải rút lui vì chấn thương đầu gối . Ngày 29 tháng 5, Blanc công bố đội hình chính thức .
| Số | VT | Cầu thủ            | Ngày sinh (tuổi)            | Trận | Bàn | Câu lạc bộ          |
| -- | -- | ------------------ | --------------------------- | ---- | --- | ------------------- |
| 1  | TM | Hugo Lloris (c)    | 26 tháng 12, 1986 (25 tuổi) | 30   | 0   | Lyon                |
| 2  | HV | Mathieu Debuchy    | 28 tháng 7, 1985 (26 tuổi)  | 3    | 0   | Lille               |
| 3  | HV | Patrice Evra       | 15 tháng 5, 1981 (31 tuổi)  | 39   | 0   | Manchester United   |
| 4  | HV | Adil Rami          | 27 tháng 12, 1985 (26 tuổi) | 17   | 0   | Valencia            |
| 5  | HV | Philippe Mexès     | 30 tháng 3, 1982 (30 tuổi)  | 23   | 1   | Milan               |
| 6  | TV | Yohan Cabaye       | 14 tháng 1, 1986 (26 tuổi)  | 10   | 0   | Newcastle United    |
| 7  | TV | Franck Ribéry      | 7 tháng 4, 1983 (29 tuổi)   | 57   | 7   | Bayern Munich       |
| 8  | TĐ | Mathieu Valbuena   | 2 tháng 1, 1987 (25 tuổi)   | 10   | 2   | Marseille           |
| 9  | TĐ | Olivier Giroud     | 30 tháng 9, 1986 (25 tuổi)  | 3    | 1   | Montpellier         |
| 10 | TĐ | Karim Benzema      | 19 tháng 12, 1987 (24 tuổi) | 42   | 13  | Real Madrid         |
| 11 | TV | Samir Nasri        | 27 tháng 6, 1987 (24 tuổi)  | 28   | 3   | Manchester City     |
| 12 | TV | Blaise Matuidi     | 9 tháng 4, 1987 (25 tuổi)   | 4    | 0   | Paris Saint-Germain |
| 13 | HV | Anthony Réveillère | 10 tháng 11, 1979 (32 tuổi) | 16   | 1   | Lyon                |
| 14 | TĐ | Jérémy Ménez       | 7 tháng 5, 1987 (25 tuổi)   | 10   | 0   | Paris Saint-Germain |
| 15 | TV | Florent Malouda    | 13 tháng 6, 1980 (31 tuổi)  | 74   | 8   | Chelsea             |
| 16 | TM | Steve Mandanda     | 28 tháng 3, 1985 (27 tuổi)  | 14   | 0   | Marseille           |
| 17 | TV | Yann M'Vila        | 29 tháng 6, 1990 (21 tuổi)  | 18   | 1   | Rennes              |
| 18 | TV | Alou Diarra        | 15 tháng 7, 1981 (30 tuổi)  | 38   | 0   | Marseille           |
| 19 | TV | Marvin Martin      | 10 tháng 1, 1988 (24 tuổi)  | 9    | 2   | Sochaux             |
| 20 | TĐ | Hatem Ben Arfa     | 7 tháng 3, 1987 (25 tuổi)   | 8    | 2   | Newcastle United    |
| 21 | HV | Laurent Koscielny  | 10 tháng 9, 1985 (26 tuổi)  | 1    | 0   | Arsenal             |
| 22 | HV | Gaël Clichy        | 26 tháng 7, 1985 (26 tuổi)  | 11   | 0   | Manchester City     |
| 23 | TM | Cédric Carrasso    | 30 tháng 12, 1981 (30 tuổi) | 1    | 0   | Bordeaux            |